# Daniel Baston
Daniel Eugen Baston (n. 7 iunie 1973, Roman, România) este un fost fotbalist român. De-a lungul carierei a evoluat la Oțelul Galați, Dinamo, Poli Iași, Ceahlăul Piatra-Neamț, Astra Ploiești, Gloria Buzău și la CFR Cluj.

## Legături externe
- Daniel Baston la romaniansoccer.ro